# Antonie mladší
Antonie mladší, také známá jako Julie Antonie Minor, Antonie Minor nebo jednoduše Antonie (31. ledna 36 př. n. l. – 1. května 37 n. l.) se narodila jako mladší ze dvou dcer Marka Antonia a Octavie mladší. Byla neteří císaře Augusta, švagrovou císaře Tiberia, otcovskou babičkou císaře Caliguly a císařovny Agrippiny mladší, matkou císaře Claudia a mateřskou babičkou a zároveň otcovskou pratetou císaře Nerona. Navíc byla mateřskou pratetou císařovny Messaliny a Fausta Cornelia Sulla Felixe, otcovskou babičkou Claudie Antonie, císařovny Claudie Octavie a Britannica a mateřskou babičkou Julie Livie a Tiberia Gemella.

## Narození a mládí
Narodila se v Aténách, Řecku, a po roce 36 př. n. l. odešla s matkou a sourozenci do Říma. Antonie nikdy neměla šanci poznat otce, Marka Antonia, který se s matkou v roce 32 př. n. l. rozvedl a v roce 30 př. n. l. spáchal sebevraždu. Byla vychovávána svou matkou, strýcem a tetou Livií Drusillou. Dědictvím vlastnila majetky v Itálii, Řecku a Egyptě. Byla bohatou a vlivnou ženou, která často přijímala lidi, kteří navštěvovali Řím. Antonie měla mnoho mužských přátel včetně bohatého Žida Alexandra Alabarcha a Lucia Vitellia staršího, konzula a otce budoucího císaře Vitellia.

## Manželství s Drusem
V roce 16 př. n. l. se Antonie provdala za římského generála a konzula Nerona Claudia Drusa. Drusus byl nevlastním synem jejího strýce Augusta, druhým synem Livie Drusilly a mladším bratrem budoucího císaře Tiberia. Měli spolu několik dětí, ale jen tři přežily: známý generál Germanicus, dcera Livilla a římský císař Claudius. Antonie byla babičkou císaře Caliguly, císařovny Agrippiny mladší a přes Agrippinu prababičkou a pratetou císaře Nerona. Drusus zemřel v roce 9 př. n. l. v Germánii na komplikace z úrazů, které utrpěl při pádu z koně. Antonie se po jeho smrti ani přes strýcův nátlak nikdy znovu nevdala.
Antonie vychovávala své děti v Římě. Tiberius v roce 4 adoptoval Germanica. Germanicus zemřel v roce 19, údajně na otrávení Gnaem Calpurniem Pisem a Munatiou Plancinou. Na rozkaz Tiberia a Livie Drudilly bylo Antonii zakázáno jít na pohřeb. Když Livia Drusilla v červnu 29 zemřela, převzala Antonie péči nad Caligulou, Agrippinou mladší, Julií Drusillou, Julií Livillou a později nad Claudií Antonií, Claudiovou dcerou s jeho druhou manželkou Aelií Paetinou, její mladší vnučkou. Přežila svého manžela, nejstaršího syna, dceru a několik svých vnoučat.

### Konflikt s Livillou
V roce 31 Antonie odhalila spiknutí své dcery Livilly a Tiberiova proslulého pretoriánského prefekta Seiana; chtěli zavraždit císaře Tiberia a Caligulu a uzmout trůn pro sebe. Livilla údajně otrávila svého manžela, Tiberiova syna Drusa mladšího, aby ho odstranila jako soupeře. Seianus byl na Tiberiův příkaz popraven a Livilla byla za trest předána své strašlivé matce. Cassius Dio tvrdí, že ji Antonie uvěznila v jejím pokoji, dokud nevyhladověla.

## Následnictví Caliguly a smrt
Když Tiberius zemřel, stal se císařem v březnu 37 Caligula. Caligula Antonii udělil senátorský dekret a všechna vyznamenání, která kdy Livia Drusilla dostala za svůj život. Nabídl jí titul Augusta, který předtím měla pouze Augustova manželka Livia Drusilla. Antonie však titul odmítla.
Po šesti měsících vlády Caligula vážně onemocněl. Antonie Caligulovi často radila, ale jednou jí řekl: "Mohu s každým zacházet tak jak se mi zlíbí." O Caligulovi se říkalo, že nechal setnout svého mladšího bratrance Gemella, aby ho odstranil jako soupeře o trůn. Tento čin prý Antonii pobouřil, byla totiž babičkou jak Gemella, tak Caliguly. Poté, co Caligula její hněv kritizoval, spáchala sebevraždu.
Když se Claudius po synovcově vraždě v roce 41 stal císařem, udělil své matce titul Augusta a její narozeniny se staly státním svátkem, při kterém se konaly hry a veřejné oběti.